# Stictoptera commutata
Stictoptera commutata är en fjärilsart som beskrevs av Swinhoe 1917. Stictoptera commutata ingår i släktet Stictoptera och familjen nattflyn. Inga underarter finns listade i Catalogue of Life.